# Lorenzo Staelens
Lorenzo Staelens (ur. 30 kwietnia 1964 roku w Kortrijk) – były belgijski piłkarz występujący najczęściej na pozycji środkowego obrońcy.

## Kariera klubowa
Lorenzo Staelens zawodową karierę rozpoczynał w 1987 roku w grającym w drugiej lidze belgijskiej K.V. Kortrijk, gdzie już w debiutanckim sezonie rozegrał 32 mecze i strzelił cztery bramki. W klubie tym Belg grał łącznie przez dwa sezony, w trakcie których wystąpił w 64 spotkaniach i zdobył jedenaście bramek. Następnie trafił do jednego z najbardziej utytułowanych klubów w kraju - Club Brugge, z którym odnosił największe w karierze sukcesy. Cztery razy zdobył mistrzostwo, trzy razy puchar i aż sześć razy superpuchar kraju. W barwach "Blauw en Zwart" zadebiutował także w rozgrywkach Pucharu UEFA oraz Ligi Mistrzów. Przez dziewięć sezonów spędzonych w Bruggi, Staelens zagrał aż w 286 pojedynkach, w których strzelił 84 gole. Latem 1998 roku Lorenzo podpisał kontrakt z RSC Anderlechtem, by następnie zostać wybrany najlepszym piłkarzem 1999 roku na belgijskich boiskach. Jako zawodnik "Fiołków" w 2000 roku Staelens sięgnął po tytuł mistrza kraju oraz wywalczył superpuchar Belgii. W 2001 roku Belg przeniósł się do japońskiej drużyny Oita Trinita, po czym zdecydował się zakończyć piłkarską karierę.

## Kariera reprezentacyjna
W reprezentacji Belgii Staelens zadebiutował w 1990 roku. W tym samym roku wystąpił na Mistrzostwach Świata 1990, na których Belgowie przegrali w 1/8 finału z Anglikami 1:0. W 1994 roku Lorenzo znalazł się w kadrze drużyny narodowej na Mistrzostwa Świata 1994. Na tym mundialu Staelens zagrał w każdym ze spotkań w pełnym wymiarze czasowym. Następnie Georges Leekens powołał go na Mistrzostwa Świata 1998. Na turnieju tym Belgowie nie zdołali wyjść z grupy, a Staelens znów wystąpił we wszystkich pojedynkach. Ostatnią wielką imprezą w karierze belgijskiego piłkarza było Euro 2000, na którym "Czerwone Diabły" po raz kolejny zostały wyeliminowane już w pierwszej fazie turnieju. Staelens dla drużyny narodowej zaliczył łącznie 70 występów, w których zdobył osiem bramek.